# 風の回廊
「風の回廊」（かぜのコリドー）は、1985年3月25日に発売された山下達郎の通算14作目のシングル。

## 解説
「風の回廊」はホンダ・クイント インテグラのキャンペーン・ソングとして制作され、後にアルバム『POCKET MUSIC』に収録された。山下によれば、この曲で描かれている“過ぎ去った恋の中の現実とも幻影ともつかない女性像”は自身の詞の重要なテーマのひとつであるという。この曲は山下にとって初めてのデジタル・レコーディングであり、同時に初めてコンピューター・ミュージックを導入した、レコード制作上の一大分岐点でもあったという。CMヴァージョンは楽器編成とヴォーカルがそれぞれ少しずつ異なり、ミックスも別。その後フル・サイズに仕上げるために楽器を足すなどの作業を行っているうちに完成が遅れスケジュールが遅延した結果、エンジニアの吉田保が次の仕事でハワイへ行ってしまい、生まれて初めて自分自身でミックス・ダウンを行う羽目になった。エンジニアという職制は非常にプロフェッショナルなものであるという敬意があり、どんなに要求はしても、基本的にエンジニアの領分にはなるべく立ち入らないように努めている山下にとって、後にも先にも一度きりのエンジニア経験だったという。ミックスダウン時にギターを追加収録した。そのギターバートはマルチトラックテープには入っておらずリミックスしようにも不完全である事から1991年リリースの『POCKET MUSIC ('91 REMIX)』にも同一ミックスが収録されたほか、後にベスト・アルバム『TREASURES』とオールタイム・ベスト『OPUS 〜ALL TIME BEST 1975-2012〜』にそれぞれ収録された。また、シングル「白いアンブレラ ⁄ ラッキー・ガールに花束を」にライブ・ヴァージョンが収録された。
「潮騒 (LIVE VERSION)」は、コンサート・ツアー“PERFORMANCE '83-'84”からのライブ音源。オリジナルはアルバム『GO AHEAD!』に収録、後に「愛を描いて -LET'S KISS THE SUN-」のシングル・カットに際しカップリング曲として収録されたほか、ベスト・アルバム『GREATEST HITS! OF TATSURO YAMASHITA』にも収録された。もともとはトッド・ラングレンのようなコード・プログレッションで一曲やってみたかった、という発想で作られた曲だとし、山下自身、自分にとっての“隠れた人気曲”はこの曲がそれにあたると思うという。このシングルのみの収録だったため長い間未CD化のままだったが、後にベスト・アルバム『RARITIES』にニュー・ミックスで収録された。

## パッケージ、アートワーク
ジャケット裏面には、歌詞の背景にインテグラのCMスチール写真がレイアウトされている。

## 収録曲

### SIDE A
1. 風の回廊  –  (3:56)
  - 作詞 · 作曲 · 編曲：山下達郎
  - ©1985 SMILE PUBLISHERS INC.
  - ホンダ・クイント インテグラCFイメージソング

### SIDE B
1. 潮騒 (LIVE VERSION)  –  (4:59)
  - 作詞：吉田美奈子、作曲 · 編曲：山下達郎
  - ©1978 FUJIPACIFIC MUSIC INC.
  - ('84.1.6 大阪フェスティバルホールにて収録)

## レコーディング

### 風の回廊
- 山下達郎  –  Synthesizers with PC-8801, Electric Guitar, Acoustic Guitar, Glocken, Percussion & Background Vocals
- 青山純  –  Drums
- 淵野繁雄  –  Tenor Sax Solo

### 潮騒 (LIVE VERSION)
- 山下達郎  –  Lead Vocal & Electric Piano
- 青山純  –  Drums
- 伊藤広規  –  Synth Bass
- 椎名和夫  –  Electric Guitar
- 野力奏一  –  Acoustic Piano
- 中村哲  –  Synthesizers
- 佐野公美  –  Background Vocal
- 森真帆  –  Background Vocal
- 村田和人  –  Background Vocal

## クレジット
| PRODUCED by TATSURO YAMASHITA |
| Recorded by TAMOTSU YOSHIDA   |

| Re-mixed by | - TATSURO YAMASHITA & - TOSHIRO ITOH |

|                                          |
| Art direction & Collage : KENICHI HANADA |
| Design : SEIKO KIMURA                    |

## 収録アルバム

### 風の回廊
| # | タイトル                         | リリース日     | レーベル                  | 規格        | 品番                                                  | 備考 |
| - | -------------------------------- | -------------- | ------------------------- | ----------- | ----------------------------------------------------- | --- |
| 1 | POCKET MUSIC                     | 1986年4月23日  | MOON ⁄ ALFA MOON          | LP          | MOON-28033                                            | アルバム・ミックスを収録。                                                                                             |
| 1 | POCKET MUSIC                     | 1986年4月23日  | MOON ⁄ ALFA MOON          | CT          | MOCT-28020                                            | カセット同時発売。アナログLPと同内容。                                                                                 |
| 1 | POCKET MUSIC                     | 1986年5月10日  | MOON ⁄ ALFA MOON          | CD          | 32XM-15                                               | CD同時発売。アナログLPと同内容。                                                                                       |
| 2 | POCKET MUSIC ('91 REMIX)         | 1991年11月10日 | MOON ⁄ MMG                | CD          | AMCM-4122                                             | 品番改定によるアルファ・ムーン盤の再発（リミックス盤）。山下自身がミックス・ダウンを手掛けたシングル・ミックスを収録。 |
| 2 | POCKET MUSIC ('91 REMIX)         | 1999年6月2日   | MOON ⁄ WARNER MUSIC JAPAN | CD          | WPCV-10022                                            | 品番改定によるエム・エム・ジー盤の再発。                                                                               |
| 3 | TREASURES                        | 1995年11月18日 | MOON ⁄ east west japan    | CD          | AMCM-4240                                             | ムーン・レーベル初のベスト・アルバム。                                                                                 |
| 3 | TREASURES                        | 1999年6月2日   | MOON ⁄ WARNER MUSIC JAPAN | CD          | WPCV-10028                                            | 品番改定によるイーストウエスト盤の再発。                                                                               |
| 4 | OPUS 〜ALL TIME BEST 1975-2012〜 | 2012年9月26日  | MOON ⁄ WARNER MUSIC JAPAN | - 4CD - 3CD | - WPCL-11201/4【初回限定盤】 - WPCL-11205/7【通常盤】 | オールタイム・ベスト                                                                                                   |
| 5 | POCKET MUSIC (2020 Remaster)     | 2020年11月25日 | MOON ⁄ WARNER MUSIC JAPAN | CD          | WPCL-13234                                            | 2020年リマスター+ボーナス・トラックの計16曲収録。                                                                      |
| 5 | POCKET MUSIC (2020 Remaster)     | 2020年11月25日 | MOON ⁄ WARNER MUSIC JAPAN | 2LP         | WPJL-10132/3                                          | 2020年リマスター音源をディスク2枚に分けて4面に収録した、重量盤180g仕様の2枚組LP。                                      |

### 潮騒 (LIVE VERSION)
| # | タイトル | リリース日     | レーベル                  | 規格 | 品番       | 備考                                                                 |
| - | -------- | -------------- | ------------------------- | ---- | ---------- | -------------------------------------------------------------------- |
| 1 | RARITIES | 2002年10月30日 | MOON / WARNER MUSIC JAPAN | CD   | WPC2-10001 | 「潮騒 (THE WHISPERING SEA) (LIVE VERSION)」をニュー・ミックスで収録 |